# Hélène Parmelin
Hélène Parmelin (* 19. August 1915 in Nancy, Département Meurthe-et-Moselle; † 5. Februar 1998 in Paris) war eine französische Journalistin und Schriftstellerin mit russischen Wurzeln.

## Leben und Wirken
Parmelin war die jüngere Tochter des russischen Exilanten Arkadi Jungelson und dessen Ehefrau Vera Halfin. Die spätere Historikerin Olga Wormser (1912–2002) war ihre ältere Schwester.
1907, nach der russischen Revolution, verließen Parmelins Eltern das zaristische Russland und verloren sich auf dem Weg ins Exil in die Schweiz. In der russischen Exilgemeinde von Genf trafen sie u. a. auf Lenin. Bevor sich Lenin in Zürich niederließ, ging die Familie Jungelson nach Nancy. Dort absolvierte Parmelin ihre Schulzeit und erhielt dort auch ihr Baccalaureat. Sie heiratete Serge Parmelin, ging mit ihrem Ehemann nach Französisch-Indochina und blieb dort über zwei Jahre. Während ihrer Rückreise führten lang andauernde Streitigkeiten zur endgültigen Trennung.
Nach der deutschen Besetzung begann Parmelin die Résistance zu unterstützen und trat 1944 in die Parti communiste français (PCF) ein. Ab dieser Zeit arbeitete sie für die parteieigene Tageszeitung L’Humanité. Nach der Befreiung war sie bis 1953 für diese Zeitung als Auslandskorrespondentin unterwegs.
Nach dem Zweiten Weltkrieg machte sie die Bekanntschaft des Malers Édouard Pignon. Sie heiratete ihn im Juni 1950 in Paris und hatte mit ihm einen Sohn, Nicolas. Durch ihren Ehemann lernte sie viele Künstler kennen und nach eigenem Bekunden faszinierte sie dabei Pablo Picasso am meisten.
Nach dem Volksaufstand in Ungarn 1956 bzw. dessen Niederschlagung distanzierte sich Parmelin vom Kommunismus bzw. vom Stalinismus. Als ihr Kollege Robert Barrat im September 1960 sein Manifest der 121 gegen den Algerienkrieg verfasste, gehörte sie zu den ersten Unterzeichnern.
Hélène Parmelin starb am 5. Februar 1998 in Paris und fand ihre letzte Ruhestätte auf dem Cimetière Montparnasse neben ihrem Ehemann Édouard Pignon.

## Rezeption
Neben ihren journalistischen Arbeiten verfasste Parmelin zum Teil erfolgreiche Romane. Ihre Essays wurden zum Teil kontrovers diskutiert, da sich diese mehrheitlich mit politischen Themen befassen. In ihren Sachbüchern wandte sie sich nahezu ausschließlich der Kunst zu und thematisierte dabei Leben und Werk ihres Ehemannes und ihres nahen Freundes Pablo Picasso. Mit ihren Theaterstücken war sie weit weniger erfolgreich. Ihren literarischen Nachlass betreut das Institut mémoires de l’édition contemporaine (IMEC).

## Ehrungen
- 1951 Prix Fénéon[3] für den Roman La montée du mur.

## Schriften (Auswahl)

### Romane
- La montée du mur. EFR, Paris 1950.
- Noir sur blanc. Julliard, Paris 1954.
  - deutsch: Schwarz auf Weiss. Dietz, Berlin 1958.
- Léonard dans l'autre monde. Édition 10/118, Paris 1974 (EA Paris 1957)
- Le voyage à Lucerne. Laffont, Paris 1980, ISBN 2-221-00502-3 (EA Paris 1965).
- Le monde indigo. Stock, Paris 1978 (2 Bde.)

1. Cramponne. 1978, ISBN 2-234-00824-7.
2. Le soleil tombe dans le mer. 1978, ISBN 2-234-00890-5.

- Le Perroquet manchot. Stock, Paris 1974, ISBN 2-234-00167-6.
- La femme écarlate. Stock, Paris 1975, ISBN 2-234-00369-5.
- Le diable et les jouets ou la ballade des temps rétifs. Ramsay, Paris 1982, ISBN 2-85956-253-2.
- La torture sur peuplée, Édition Bourgeois, Paris 1987, ISBN 2-267-00509-3.

### Essays
- Un exemple. Henri Martin, second maître de la marine. Comité de defense, Paris 1951.
- Cinq semaines chez les hommes libres (Démocraties populaires). EFR, Paris 1951.
- Matricule 2078. L'affaire Henri Martin. EFR, Paris 1953.
  - deutsch: Henri Martin. Verlag Volk und Wissen, Berlin 1954.
- Les mystères de Moscou. Julliard, Paris 1956.
- Le complexe de Filacciano. Essai sur la dépolitisation. Julliard, Paris 1960.
- Libérez les communistes. Stock, Paris 2000, ISBN 2-234-01078-0 (EA Paris 1979)
- Une passion pour Sanary. Edsud, Aix-en-Provence 1980, ISBN 2-85744-073-1.
- La désinvolture. Auto-pamphlet. Édition Bourgeois, Paris 1983, ISBN 2-267-00343-0.

### Sachbücher
Allgemeines
- zusammen mit Olga Wormser: Introduction à la peinture moderne. Studio Raber, Paris 1945.
- Estampes chinoises révolutionnaires. Cercle d’Art, Paris 1951.
- Le massacre des innocents. L'art et la guerre. Cercle d’Art, Paris 1954.
- Cinq peintres et le théâtre. Léger, Coutaud, Gischia, Labisse, Édouard Pignon. Cercle d’Art, Paris 1956.

Édouard Pignon
- Édouard Pignon. Galérie de France, Paris 1960.
- Édouard Pignon. Touches en zigzag pour un portrait. Édition Marval, Paris 1987, ISBN 2-86234-009-X.
- Pignon. Denoël, Paris 1985, ISBN 2-207-23107-0 (zugl. Katalog d. gleichnam. Ausstellung, Galeries nationales du Grand Palais, 23. Februar bis 15. April 1985).
- Pignon. Les nus rouges. Édition Bourgeois, Paris 1973.

Pablo Picasso
- Picasso sur la place. Julliard, Paris 1955.
  - deutsch: Bei Picasso. Desch, München 1957.
- Picasso. Les dames de Mougins. Cercle d’Art, Paris 1964.
  - deutsch: Picasso. Ateliergeheimnisse. Die Damen von Mougin. Dausien, Hanau 1970.
- Picasso. Le peintre et son modèle. Cercle d’Art, Paris 1965.
  - deutsch: Picasso. Der Maler und sein Modell. Intimes aus einem Atelier. Dausien, Hanau 1969.
- Picasso dit. Gonthier, Paris 1966.
  - deutsch: Picasso sagt. Desch, München 1957.

### Theaterstücke
- Le contre-pitre. Édition Bourgeois, Paris 1973.
- Belperroque ou l'enterrement du Perroquet. Guignol en trois actres et un épilogue. Édition Bourgeois, Paris 1977, ISBN 2-267-00062-8.
- La mort au diable. Édition Bourgeois, Paris 1982.